# Límni Koróneia
Límni Koróneia (Lake Koroneia) är en sjö i Grekland.   Den ligger i regionen Mellersta Makedonien, i den nordöstra delen av landet, 300 km norr om huvudstaden Aten. Límni Koróneia ligger 64 meter över havet. Arean är 48 kvadratkilometer. Trakten runt Límni Koróneia består till största delen av jordbruksmark. Den sträcker sig 5,9 kilometer i nord-sydlig riktning, och 9,6 kilometer i öst-västlig riktning.
Följande samhällen ligger vid Límni Koróneia:
- Ágios Vasíleios (1 328 invånare)